# Nationaal Museum (Hongarije)
Het Hongaars Nationaal Museum (Magyar Nemzeti Múzeum) is een museum in Boedapest, dat is gewijd aan de geschiedenis van Hongarije.
Het museum werd gesticht door graaf Ferenc Széchényi, die in 1802 zijn kostbare bibliotheek en later zijn muntenverzameling afstond om een begin te maken met het museum. Het museum is gevestigd in een neoclassicistisch gebouw, dat door Mihály Pollack werd ontworpen en in 1847 in gebruik werd genomen.
In de loop der tijd zijn verschillende onderdelen van het museum afgesplitst: de kunstcollectie verhuisde in 1875 en in 1906 naar respectievelijk de Nationale Schilderijenverzameling (Országos Képtár) en het Museum voor Schone Kunsten, in 1872 werd het Museum voor Toegepaste Kunst opgericht en na de Tweede Wereldoorlog volgden het Etnografisch Museum, het Natuurhistorisch Museum en de Nationale Széchényibibliotheek.
Vanaf de jaren zestig werden enkele historisch belangrijke plaatsen bij het Nationaal Museum ondergebracht: deze filialen zijn de resten van het koninklijke paleis in Visegrád, het kasteel van de Rákóczi's in Sárospatak, het geboortehuis van Lajos Kossuth in Monok, de burchtruïne van Esztergom en de archeologische site van Vértesszőlős.

## Het gebouw en de collectie
In de voorhal is de grootst bewaarde Romeinse mozaïekvloer te zien. Daarachter begint het trapportaal.
Het plafond is bewerkt met fresco's en taferelen uit de Hongaarse geschiedenis. Het leidt naar een ruime, ronde zaal met een koepeldak.
Dit vertrek van 15 meter met zuilen, pijlers en nissen vertoont overeenkomsten met het Pantheon in Rome.
Vanaf hier komt men in de zwaarbewaakte pronkzaal, waar zich tot 1999 de Stefanuskroon en de daarbij behorende kroningsattributen bevonden.
Boven een zeer brede toegangstrap staan acht hoge, Korinthische zuilen.
Daar, boven in het timpaan (geveldriehoek), zijn allegorische figuren afgebeeld.
De begane grond huisvest voorwerpen uit de geschiedenis van de volken die in Hongarije hebben gewoond van de prehistorie tot 896, ten tijde van Árpád. In de zalen I en II zijn resten te zien van een nederzetting uit de oude steentijd - in 1960 bij Vértesszőlős gevonden - en vondsten uit Sümeg.
In de zalen VI, VII en VIII zijn vondsten uit de Romeinse tijd te zien. Een bijzondere plaats neemt hier de bekende bron uit het paleis van koning Matthias in Visegrád in.
Op de eerste verdieping zijn in zeven zalen verzamelingen opgenomen uit de periode 896-1848. In zaal I bevinden zich voorwerpen uit de voormalige kastelen van Boeda en Visegrád.
Vanaf 896 tot de middeleeuwen zijn wapens, helmen, harnassen, enz. te bewonderen.
In een van de zeven zalen bevindt zich een compleet uitgeruste Turkse veldheertent met tapijten, kussens en Turks huisraad.
Voor het gebouw staat sinds 1883 een door Alajos Stróbl ontworpen standbeeld van de dichter János Arany. In het park rondom het museum staan ook standbeelden van Hongaarse geleerden en schrijvers.

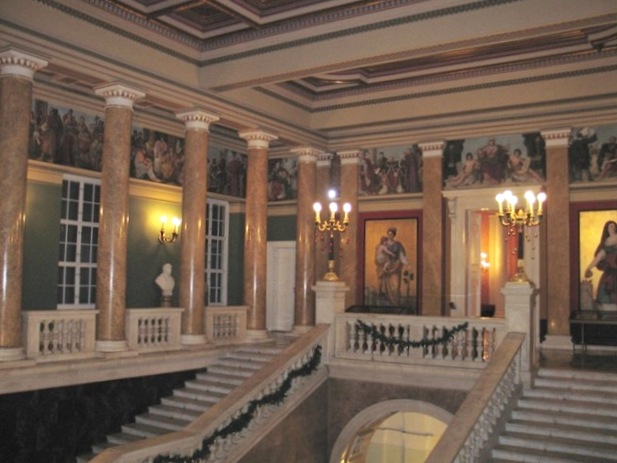
Interieur
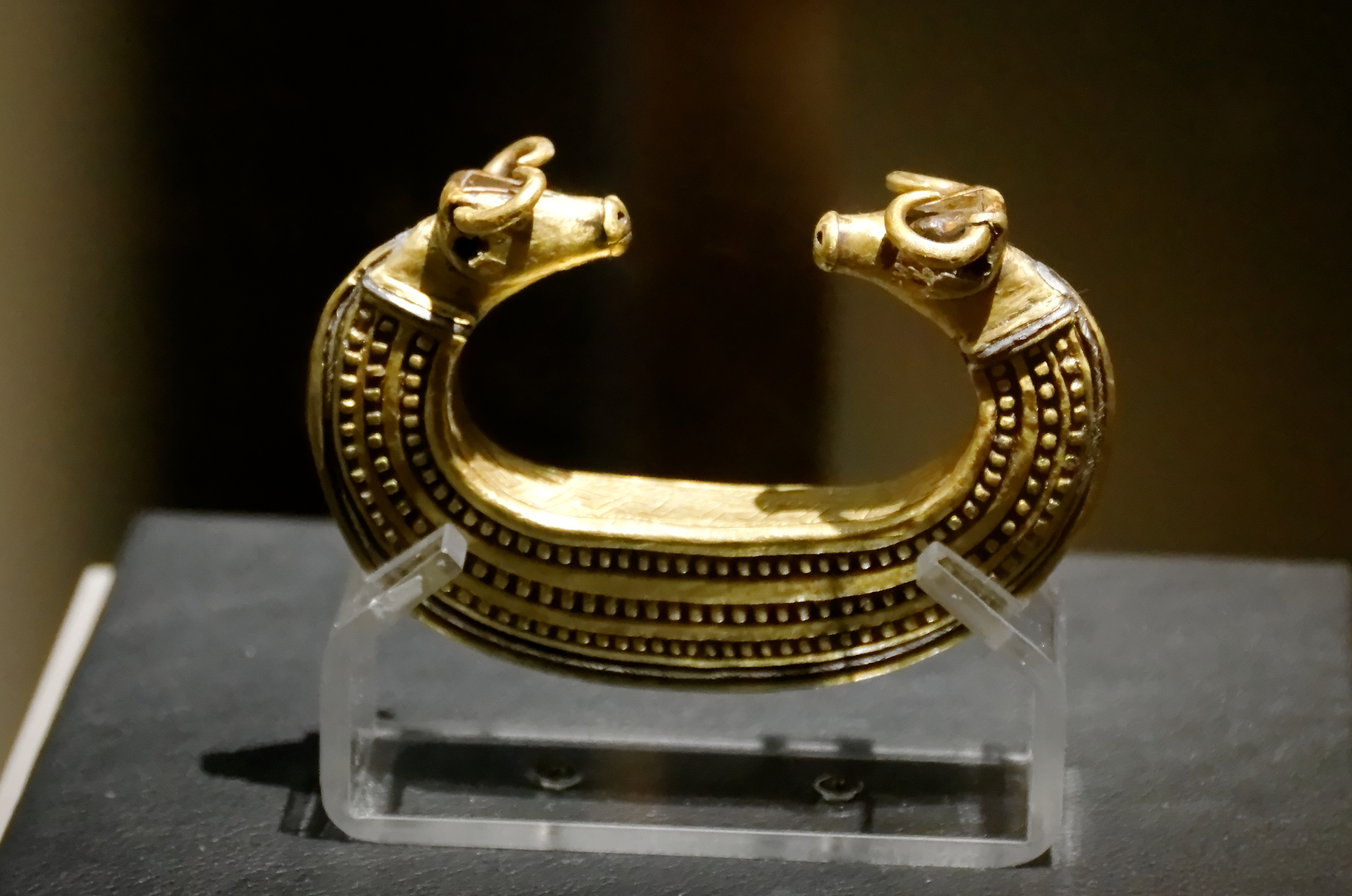
Gouden armband uit de bronstijd
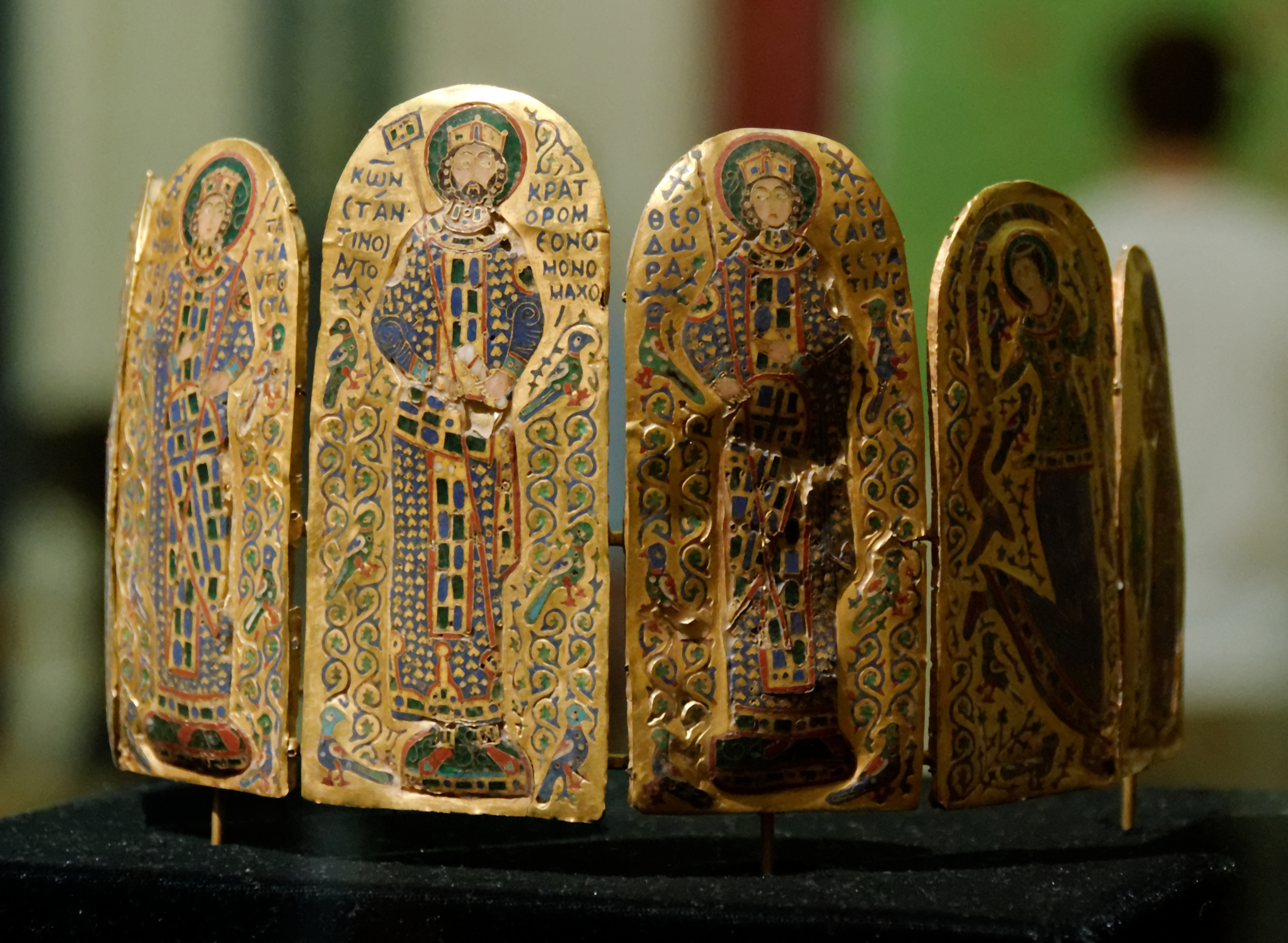
Monomachoskroon (ca. 1042)
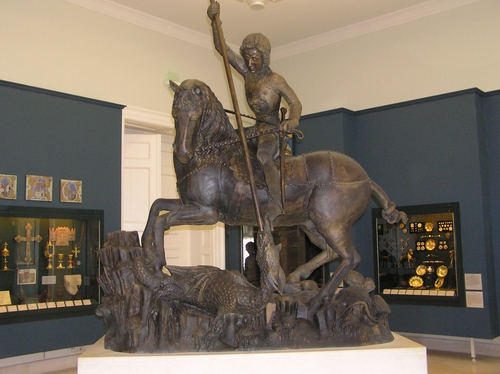
Beeld van Sint Joris en de draak
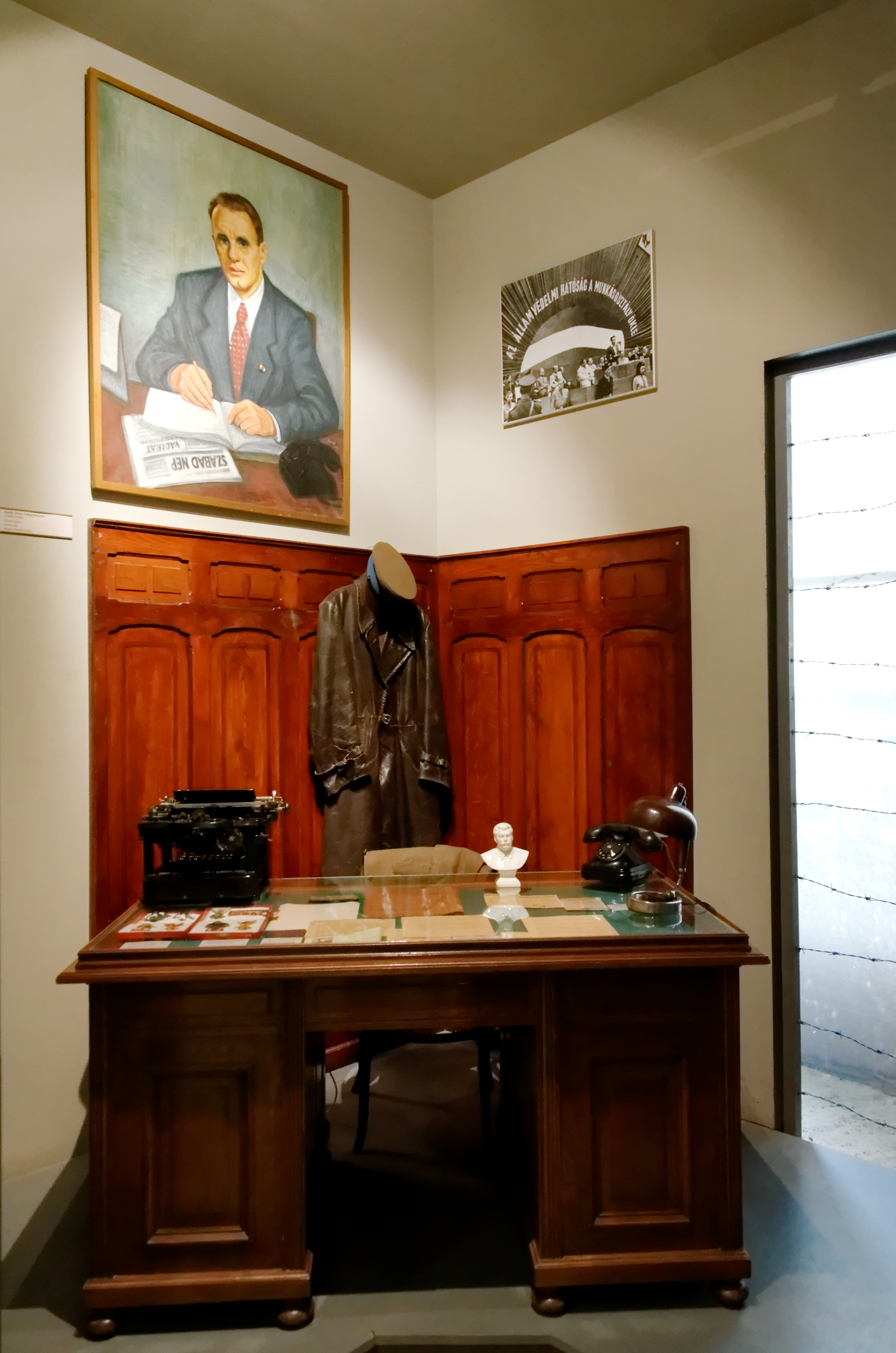
Kantoor in de communistische periode